# S-68
S-68 je grenlandsko športsko društvo iz grada Sisimiuta.
Utemeljeno je 1968.
Klub ima nogometni i rukometni odjeljak.

## Uspjesi

### Nogomet
- Prvaci: -

- Prvakinje
  - prvakinje: 1992.
  - doprvakinje:
  - treće : 1991., 1996., 2000.

### Rukomet
- Prvaci :
  - 1975., 1981., 1982., 1983.